# Nomindra thatch
Nomindra thatch är en spindelart som beskrevs av Norman I. Platnick och Baehr 2006. Nomindra thatch ingår i släktet Nomindra och familjen Prodidomidae.
Artens utbredningsområde är Queensland. Inga underarter finns listade i Catalogue of Life.